# James Glenn Beall

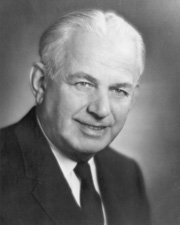
James Glenn Beall

James Glenn Beall (* 5. Juni 1894 in Frostburg, Allegany County, Maryland; † 14. Januar 1971 ebenda) war ein US-amerikanischer Politiker der Republikanischen Partei. Er vertrat den Bundesstaat Maryland in beiden Kammern des Kongresses.
Beall besuchte zunächst die öffentlichen Schulen in Maryland, später dann das Gettysburg College in Pennsylvania. Zwischen 1918 und 1919 diente er in der United States Army. Nachdem er im Rang eines Sergeant aus dem Dienst ausgeschieden war, betätigte er sich im Versicherungs- und im Immobiliengewerbe.
1923 übernahm James Beall sein erstes öffentliches Amt als Mitglied des Straßenbauausschusses im Allegany County. Dort trat er 1930 zurück, nachdem er in den Senat von Maryland gewählt worden war; diesem gehörte er bis 1934 an. Danach war er zwischen 1938 und 1939 zunächst Mitglied, später dann Vorsitzender des staatlichen Straßenbauausschusses (State Road Commission).
Ab dem 3. Januar 1943 saß Beall als Vertreter des sechsten Kongresswahlbezirks von Maryland im Repräsentantenhaus der Vereinigten Staaten. Nach mehrfacher Wiederwahl verblieb er dort bis 1953, ehe er innerhalb des Kongresses in den Senat wechselte. Auch dort gelang ihm 1958 zunächst die Wiederwahl, ehe er bei seiner dritten Kandidatur 1964 am Demokraten Joseph Tydings scheiterte.
Bealls politische Laufbahn war damit beendet. Er kehrte nach Frostburg zurück und war in der Folge wieder im Versicherungsgeschäft tätig. Sein Sohn John war von 1971 bis 1977 ebenfalls US-Senator für Maryland.